# حامل الأكياس شبه رمادي
حامل الأكياس شبه رمادي (الاسم العلمي: Coleophora semicinerea)، نوع من العثث المنتمية إلى فصيلة حاملات الأكياس. توجد في جزر الكناري (فويرتيفنتورا) والمغرب وجنوب أوروبا (فرنسا وشبه الجزيرة الأيبيرية وإيطاليا وسردينيا وصقلية واليونان وكريت وقبرص) واليمن.
تتغذى يرقاتها على «قنصور شجري».